# Brocolet
El brocolet (nom original en Japonès: ブロッコリーニ) és una verdura pareguda al bròquil però les tiges florals que formen la capçada més menudes i allargades. És tracta d'un híbrid entre el bròquil (Brassica oleracea var. botrytis) i bròquil xinès (kailan, en xinès tradicional 芥蘭) (Brassica oleracea var. alboglabra), ambdós són cultivars de Brassica oleracea. També és coneguda com a broccolini, tenderstem i asparation.
Es tracta d'una planta herbàcia, anual o biennal i glabra que pot assolir fins als 80 cm d'alçada. Les tiges florals poden ser de fins a 15-30 cm de llargària. Esta cultivar és molt semblant al bròquil, incloent-hi el tipus de floració.

## Història
El bimi originàriament es va desenvolupar durant vuit anys per la companyia de llavors Sakata de Yokohama (Japó) a Salinas (Califòrnia, Estats Units) L'any 1993 com a "aspabroc". És un híbrid natural, no ha sigut modificat genèticament (OMG)
Sakata associada amb Sanbon Incorporated al 1994 per augmentar les vendes a Mèxic amb el nom d'asparation, anomenat així pel seu suau sabor d'espàrrec. Després de la seua aparició al mercat dels EUA l'any 1996, al 1998 Sakata va començar una associació amb una companyia d'embalatge, Mann Packing Company, i començaren a vendre el producte sota el nom de broccolini. Al 1999, broccolini va ser enregistrat com una marca a Austràlia per Sakata.

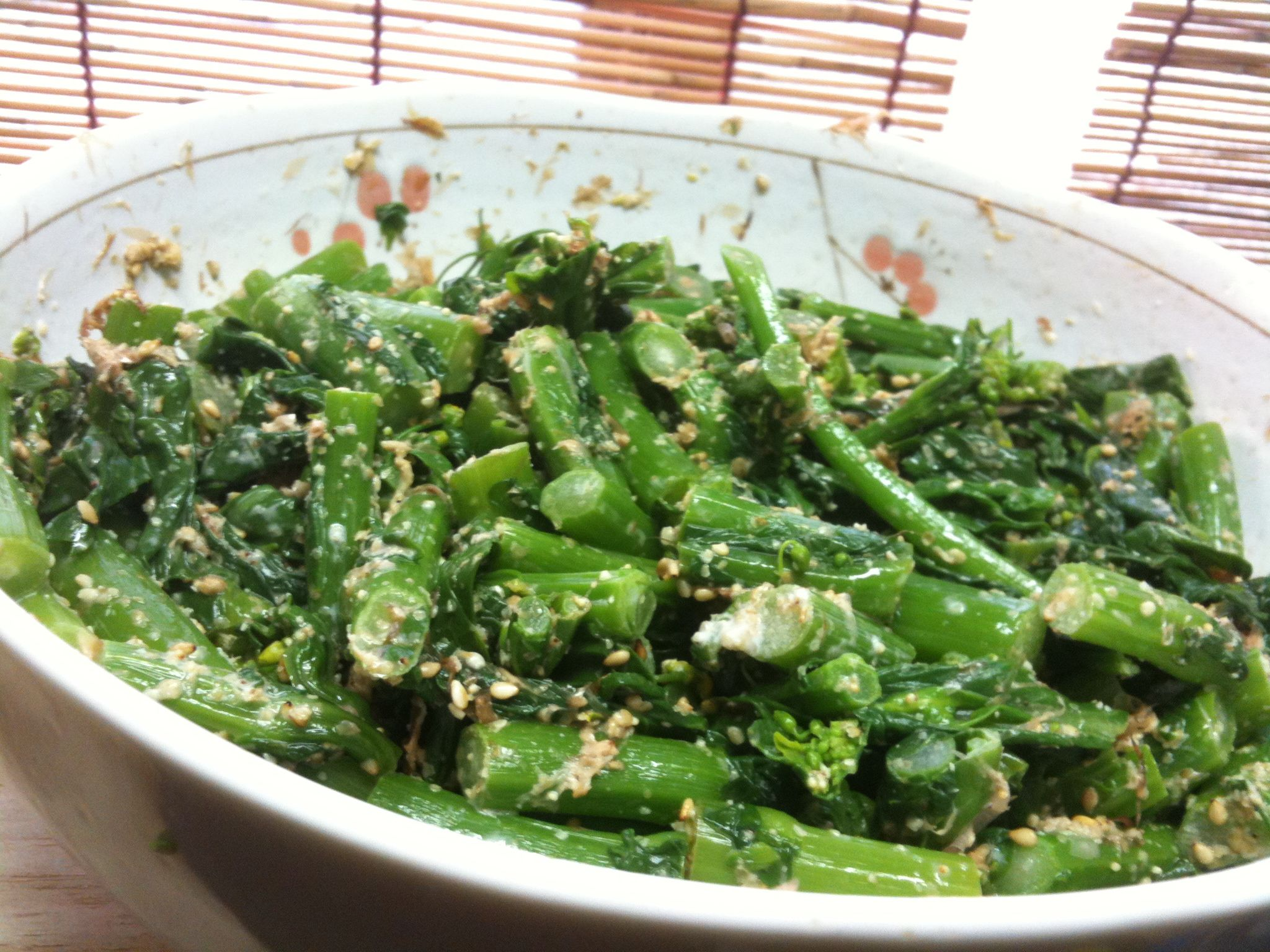
Bimi al vapor amanit amb salsa de sèsam

## Consum
És completament mengívol, el que vol dir que es poden consumir fulles, tiges, capçada i flors. El seu sabor és dolç, amb reminiscències a bròquil i espàrrec, tot i no estar relacionat amb aquest últim.
Pot menjar-se cru, cuit, al vapor, i saltejat. Al Japó és una verdura de primavera i sol consumir-se al vapor.

## Nutrició
El bimi és una verdura amb un baix contingut en greixos (8%), un bon contingut en carbohidrats (64%) i proteïna (28%). alt contingut minerals i de fibra dietètica (3,8%). A més a més, conté una important quantitat de vitamina C, A, E i vitamines del grup B (B1, B3 i B9).
El bròquil –i tota la família de les brassicàcies– contenen indoles i altres substàncies amb un efecte anticancerós reconegut. L'àcid indolacètic és una substància que sembla que té un efecte beneficiós a l'hora de fer front al càncer de mama, ja que neutralitza les formes d'estrògens que poden desencadenar el tumor.

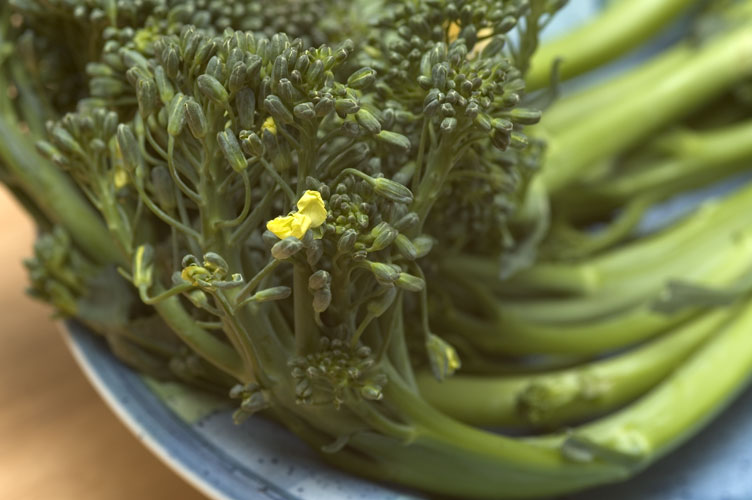
Detall de la capçada

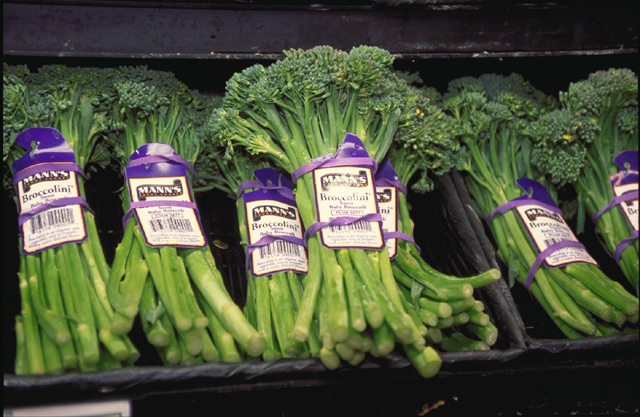
Manolls de bimi a EUA

| Quantitat equivalent per a 100 grams |
| Calories 33 kcal                     |
| Proteïna 2,85 g                      |
| Sucres 1,42 g                        |
| Greixos 0,37 g                       |
| Colesterol 0 g                       |
| Fibra 2,2 g                          |

| Quantitat equivalent de minerals per a 100 grams |
| Sofre 10 g                                       |
| Fòsfor 8 g                                       |
| Alumini 7 g                                      |
| Calci 6,9 g                                      |
| Níquel 5,7 g                                     |
| Sodi 32 mg                                       |
| Potassi 317 mg                                   |

## Cultiu
És un conreu de climes freds i tolera les gelades (fins als -5º C). És més sensible al fred que el bròquil però menys sensible a la calor.

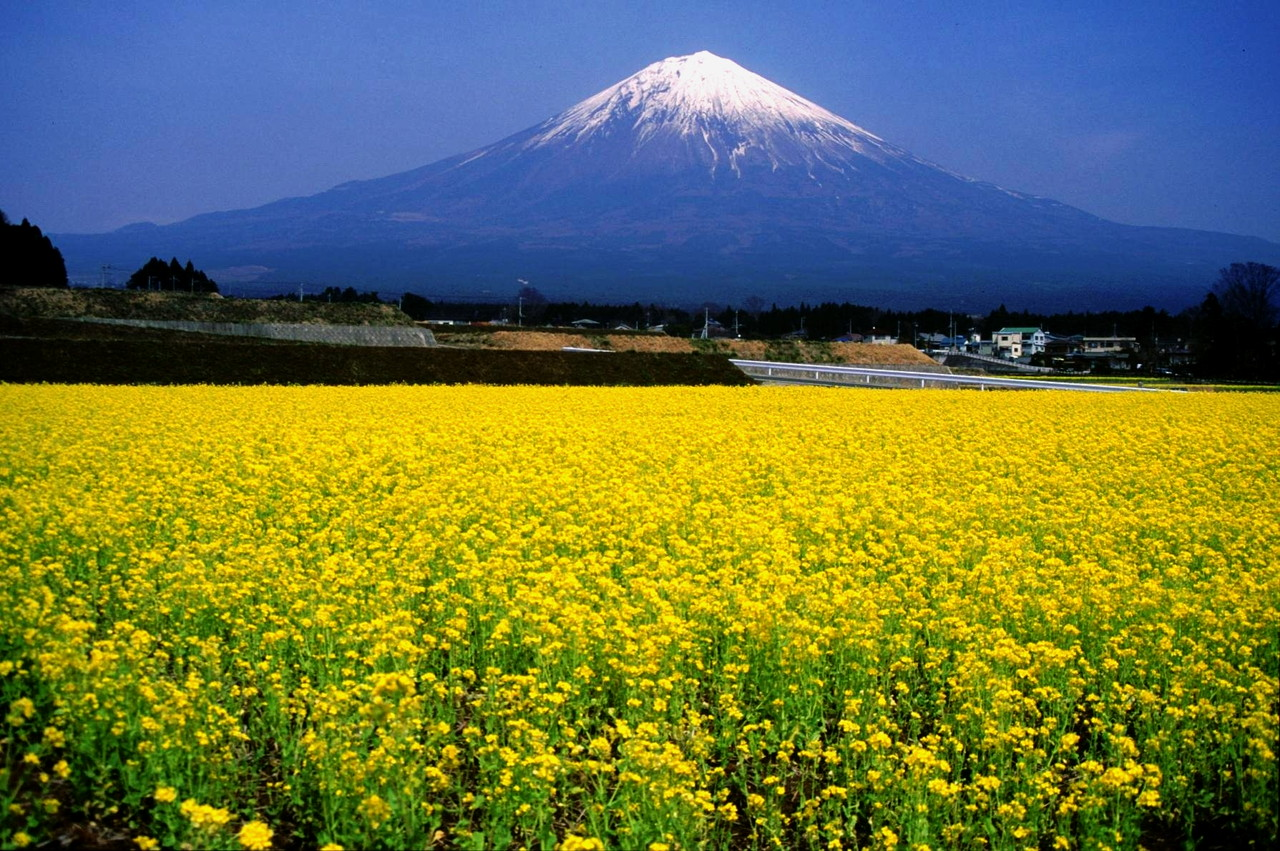
Cultiu de bimi florit amb el Mont Fuji

Pel que fa al reg requereix una humitat pràcticament constant, de manera que caldrà fer regs abundants i regulars, encara que sense arribar a entollar el sòl. Quan han format la inflorescència, no convé regar-per aspersió (per sobre), ja que podrien presentar podridures o aparèixer-hi fongs. Per això, l'ideal serà instal·lar-li un sistema de reg per degoteig.
És una planta molt exigent en nutrients, sobretot potassi i nitrogen. S'adapten a sòls neutres, però no als sòls calcaris. És convenient que el terra es trobe encoixinat o amb cobertura vegetal permanent, ja que l'ajudaran a mantenir la humitat necessària i una aportació de matèria orgànica en contínua degradació.
Es sembra a uns 2 cm de profunditat en planter a l'aire lliure d'abril a juny i d'agost a setembre. Quan les plantes arriben entre 10 i 15 cm es trasplanten a l'aire lliure en un marc de plantació en fileres, separats a uns 50-60cm. El procés de recol·lecció és manual, prenent cada dos o tres dies alguns florets de cada planta.
Dins la Unió Europea l'Estat Espanyol és on més es cultiva, especialment a Múrcia seguit per les Terres de l'Ebre.